# ISOT EC-1037S
ISOT EC-1037S (EC-1037S) је био професионални рачунар фирме ISOT који је почео да се производи у Бугарској од 1984. године.
Користио је 16-битни и 8-битни процесорски модули (вјероватно 8086 и Z80) као микропроцесор. RAM меморија рачунара је имала капацитет до 640 KB. 
Као оперативни систем кориштен је PC DOS ,DOS-P или Micros-86.

## Детаљни подаци
Детаљнији подаци о рачунару EC-1037S су дати у табели испод.
|                       |                                                                     |
| [ 1 ]                 |                                                                     |
| Произвођач            |                                                                     |
| Тип                   | професионални рачунар                                               |
| Меморија              | све до 640 KB                                                       |
| Поријекло             | Бугарска                                                            |
| Година                | 1984                                                                |
| Тастатура             | стил писаће машине са нумеричком тастатуром и функцијским тастерима |
| Процесор              | 16-битни и 8-битни процесорски модули (вјероватно 8086 и )          |
| Фреквенција процесора | непознато                                                           |
| RAM                   | све до 640 KB                                                       |
| ROM                   | 64 са BIOS-ом и комуникационим софтвером за рад са терминалом       |
| Текст                 | 40 или 80 стубова x 25 линија                                       |
| Графика               | непознато                                                           |
| Боја                  | 16                                                                  |
| Звук                  | уграђени звучник                                                    |
| Димензије             | 13 x 7 инча                                                         |
| Портови               |                                                                     |
| Оперативни систем     |                                                                     |